# Рожер Геррейро
Рожер Геррейро (пол. Roger Guerreiro, нар. 25 травня 1982, Сан-Паулу) — польський футболіст бразильського походження, півзахисник клубу АЕК.
Насамперед відомий виступами за «Легію», а також національну збірну Польщі.

## Клубна кар'єра
У дорослому футболі дебютував 2000 року виступами за «Сан-Каетану», в якому провів два сезони, взявши участь у 18 матчах чемпіонату.
2002 року перейшов у «Корінтіанс», проте не став основним гравцем і більшість часу виступав на правах оренди за «Фламенго» та «Сельту». Влітку 2005 року підписав контракт з «Жувентуде».
Своєю грою за останню команду привернув увагу представників тренерського штабу польської «Легії», до складу якої приєднався на початку 2006 року. Відіграв за команду з Варшави наступні три сезони своєї ігрової кар'єри. Більшість часу, проведеного у складі «Легії», був основним гравцем команди. За цей час виборов титул чемпіона країни, а також володаря Кубка та Суперкубка Польщі.
До складу клубу АЕК приєднався 27 серпня 2009 року. Наразі встиг відіграти за афінський клуб 62 матчі в національному чемпіонаті.

## Виступи за збірну
На початку 2008 року Геррейро, який виступав за польську «Легію», отримав польське громадянство, і 27 травня 2008 року дебютував в офіційних матчах у складі національної збірної Польщі в товариській грі проти збірної Албанії.
У складі збірної був учасником чемпіонату Європи 2008 року в Австрії та Швейцарії, на якому Рожер зіграв в усіх трьох матчах збірної і 12 червня забив у ворота збірної Австрії історичний перший гол збірної на чемпіонатах Європи.
Після того як 2009 року тренер збірної Лео Бенхаккер полишив свій пост, Геррейро втратив місце в команді. Всього провів у формі головної команди країни 25 матчів, забивши 4 голи.

## Титули і досягнення
- Переможець Ліги Пауліста (1):

«Корінтіанс»: 2003
- Чемпіон Польщі (1):

«Легія»: 2005-06
- Володар Кубка Польщі (1):

«Легія»: 2007-08
- Володар Суперкубка Польщі (1):

«Легія»: 2008
- Володар Кубка Греції (1):

АЕК: 2010-11